# بكر أبو بكر
بكر محمود علي أبوبكر (وُلد في 1 يناير 1960)، كاتب وناشط سياسي فلسطيني، تولى مناصب تتعلق بالتوجيه السياسي والتنظيمي وإعداد الكادر في حركة فتح، وكان عضوا في مجلسها الثوري في الأعوام 2009-2016، ويشغل اليوم منصب رئيس أكاديمية “فتح” الفكرية، ويقيم اليوم في رام الله.

## عنه
وقد في فلسطين ودرس الهندسة المدنية وتخرج في العام 1985 بشهادة بكالوريوس، وحصل عام 2003 على ماجستير العلوم السياسية. نشط في الحركة الطلابية الفلسطينية وترأس الاتحاد العام لطلبة فلسطين في الكويت، ثم أصبح عضوا في القيادة المركزية لاتحاد الطلاب، وتقلد مسؤولية المنظمات الشعبية في قيادة فتح بالكويت حتى العام 1990م. عمل في مكتب التعبئة والتنظيم في تونس حتى العام 1996 كان مسؤول التدريب السياسي والتنظيمي، ثم تولى منصب نائب المفوض السياسي العام في التوجيه السياسي والوطني في فلسطين حتى عام 2008. ترأس أبو بكر أيضا مجلس إدارة مدرسة الشهيد ماجد أبوشرار لاعداد الكوادر، ومفوضية التدريب، ثم مركز الانطلاقة للدراسات، ويترأس أكاديمية فتح الفكرية منذ العام 2019 ويشرف على تحرير نشرة «الملف الحركي» الدورية الالكترونية.
أبو بكر عضو سابق في المجلس الوطني الفلسطيني، والمجلس الثوري في حركة فتح حيث ترأس هيئة مكتب أمانة السر في لجنتها المركزية في الأعوام 2009-2016.
له الكثير من الدراسات والأبحاث والمحاضرات والندوات، والمشاركات في المؤتمرات، والمقالات والدراسات االمقابلات المنشورة، وهو متزوج ويقيم رام الله.

## المؤلفات

### في السياسة[3][4]
- مفاهيم لا بد منها – عناة للطباعة والنشر – رام الله 1997م.
- تحقيق الفوز في قيادة الحملة الانتخابية – gups- 1999 .
- مبادئ المسؤولية التنظيمية - عناة للطباعة والنشر- 1998
- كيف تقيم معسكراً؟ التوجيه السياسي-فلسطين، 1997 .
- التفكير في حركة (حماس)- مدرسة الكوادر-1998
- حركة (فتح) بؤرة الإبداع والتميز –مدرسة الكوادر-1998.
- الإسلامويون، بين النشأة والمواجهة، صدر عن مفوضية الإعلام والتعبئة الفكرية في حركة فتح[5]
- حركة (فتح) والتنظيم الذي نريد، دار عناة، 2003 .
- وجوه القيادة، المركز الفلسطيني للدراسات، رام الله،2005
- حركة حماس سيوف ومنابر، دار عناة، رام الله، 2008
- أوعية الفكر الاسلاموي محاولة للفهم، دار الجندي، القدس 2016
- مدينة القدس، التاريخ الحقيقي وتهويد الاحتلال، دار الجندي، القدس، 2017
- حركة فتح والإسلام والعلمانية، دار الأمين، رام الله،2016
- أساطير اليهود وأرض فلسطين في القرآن الكريم، دار الأمين، رام الله، 2017
- طريق مغلق، الديمقراطية والتعبئة في التنظيمات الاسلاموية، دار الامين، فلسطين،2017
- الانطلاقة الاغتسال في المطر والانتصار، دار الأمين، فلسطين 2018
- الوتر المشدود: أبناء فتح بين الفكر والتنظيم والسياسة، فلسطين 2019
- القدس لا ترحل: المعالم الإسلامية والمسيحية في القدس تتحدى التزييف الصهيوني، فلسطين 2020

### مؤلفات أدبية
- لم لا ! (مجموعة قصصية) -دار الزاهرة-2000
- في الزمن الواقع بإمكانكم أن تطيروا (مجموعة قصصية)، دار الشروق، 2003
- برق مقيم (نصوص نثرية) –اتحاد الكتاب الفلسطينيين- القدس، 2004
- ثلاثة شروط بسيطة (مجموعة قصصية)، اتحاد كتاب تونس 2007
- ليس للفقير أن يحلم (مجموعة قصصية)-لبنان-2009
- صدر السماء الحافية (نصوص)-رام الله-دار الأمين للنشر-2011
- بيدي أن أصير دبابة (نصوص)-رام الله-دار الأمين للنشر-2013
- فن الحديث، في الخطاب المؤثر والأسلوب الجذاب، فلسطين 2020
- ياسر عرفات: تاريخ من صنع يديه، كتاب الكتروني، 2021م
- الثبات: النواة الصلبة والوطنية والقطار العربي، دار الامين، 2021